# Edward Neville Syfret
Sir Edward Neville Syfret, GCB, KBE (20 de junho de 1889 – 10 de dezembro de 1972) foi um oficial da Marinha do Reino Unido que participou na Primeira e Segunda guerras mundiais. Ele foi nomeado "cavaleiro" pela sua participação na Operação Pedestal. Syfret nasceu perto da Cidade do Cabo, África do Sul, e faleceu em Londres.

## Carreira naval
Nasceu sendo filho de Edward Ridge Syfret, da Cidade do Cabo, na África do Sul, e educado no Diocesan College, na África do Sul e no Britannia Royal Naval College, Syfret ingressou na Marinha Real em 1904 e, nos primeiros anos de serviço, especializou-se em artilharia naval. Ele jogou uma partida de críquete entre Marinha e Exército no Lord's em 1911 e 1912.

### Primeira Guerra Mundial
Na Primeira Guerra Mundial, tornou-se oficial de artilharia dos cruzadores leves HMS Aurora, HMS Centaur e HMS Curacoa.

### Anos entre guerras
Com o posto de comandante, foi nomeado HMS Volunteer em 1928, antes de ser promovido a capitão no ano seguinte. Em 1932 ele foi colocado no comando do HMS Caradoc na Estação China em 1932.

### Segunda Guerra Mundial
Syfret serviu na Segunda Guerra Mundial inicialmente como capitão do HMS Rodney. Em 1939 tornou-se Secretário Naval. Ele foi nomeado comandante do 18º Esquadrão de Cruzadores da Frota Doméstica em 1941 e comandou as forças navais durante a Operação Ironclad, a invasão de Madagascar em maio de 1942 e foi comandante de comboio para a Operação Pedestal, um comboio crítico de Malta em agosto de 1942. Seguindo Pedestal, ele foi nomeado KCB "pela bravura e resolução destemida na luta contra um importante comboio até Malta em face de ataques implacáveis, dia e noite, de submarinos, aeronaves e forças de superfície inimigas".
Ele foi nomeado Comandante da Força H no final daquele ano e então, em 1943, tornou-se Vice Chefe do Estado-Maior Naval.
Após a guerra, ele se tornou Comandante-em-Chefe da Frota Doméstica; ele se aposentou em 1948.

## Condecorações
As condecorações do oficial foram:[carece de fontes?]
- Knight Grand Cross of the Order of the Bath - 1 de janeiro de 1948
- Knight Commander of the Order of the British Empire - 18 de dezembro de 1945
- Commander of the Legion of Merit (Estados Unidos) - 7 de setembro de 1943
- Mention in Despatches - 25 de agosto de 1942
- Croix de Guerre (França) 17 de maio de 1918